# Spich (Lindlar)
Der Weiler Spich ist ein Ortsteil der Gemeinde Lindlar, Oberbergischen Kreis im Regierungsbezirk Köln in Nordrhein-Westfalen (Deutschland).

## Lage und Beschreibung
Spich liegt im Nordwesten der Gemeinde Lindlar zwischen Kaufmannsommer und Frangenberg bei Linde. Nördlich von Spich erhebt sich der Miebesberg mit einer Höhe von 250 m.

## Geschichte
1534 wurde der Ort das erste Mal urkundlich und zwar „Bruderschaftsbuch der Marienbruderschaft“. Schreibweise der Erstnennung: Spycher.
1830 hatte Spich 27 Einwohner.

## Sehenswürdigkeiten
- Fußfall aus dem Jahre 1786
- Wegekreuz aus dem Jahr 1817

## Freizeit und Sport
Südlich von Spich, bei Frangenberg befindet sich der Linder Sportplatz.

## Wander- und Radwege
- Der Rundwanderweg A2 (Linde – Frangenberg – Spich – Kurtenbach – Kaufmannsommer – Rölenommer – Müllersommer – Linde) durchläuft den Ort

## Busverbindungen
Schulbushaltestelle Spich:
- Z51 Unterbreidenbach – Oberbreidenbach – Spich – Frangenberg – Linde-Bruch (Schulbuszubringer)

Nächste Haltestelle Linde:
- VRS (OVAG) Linie 335 Scheel – Frielingsdorf – Lindlar – Linde – Biesfeld – Bergisch Gladbach
- VRS (KWS) Linie 402 Unterschbach – Hohkeppel – Lindlar – Linde – Kürten Schulzentrum (nur Schulverkehr)

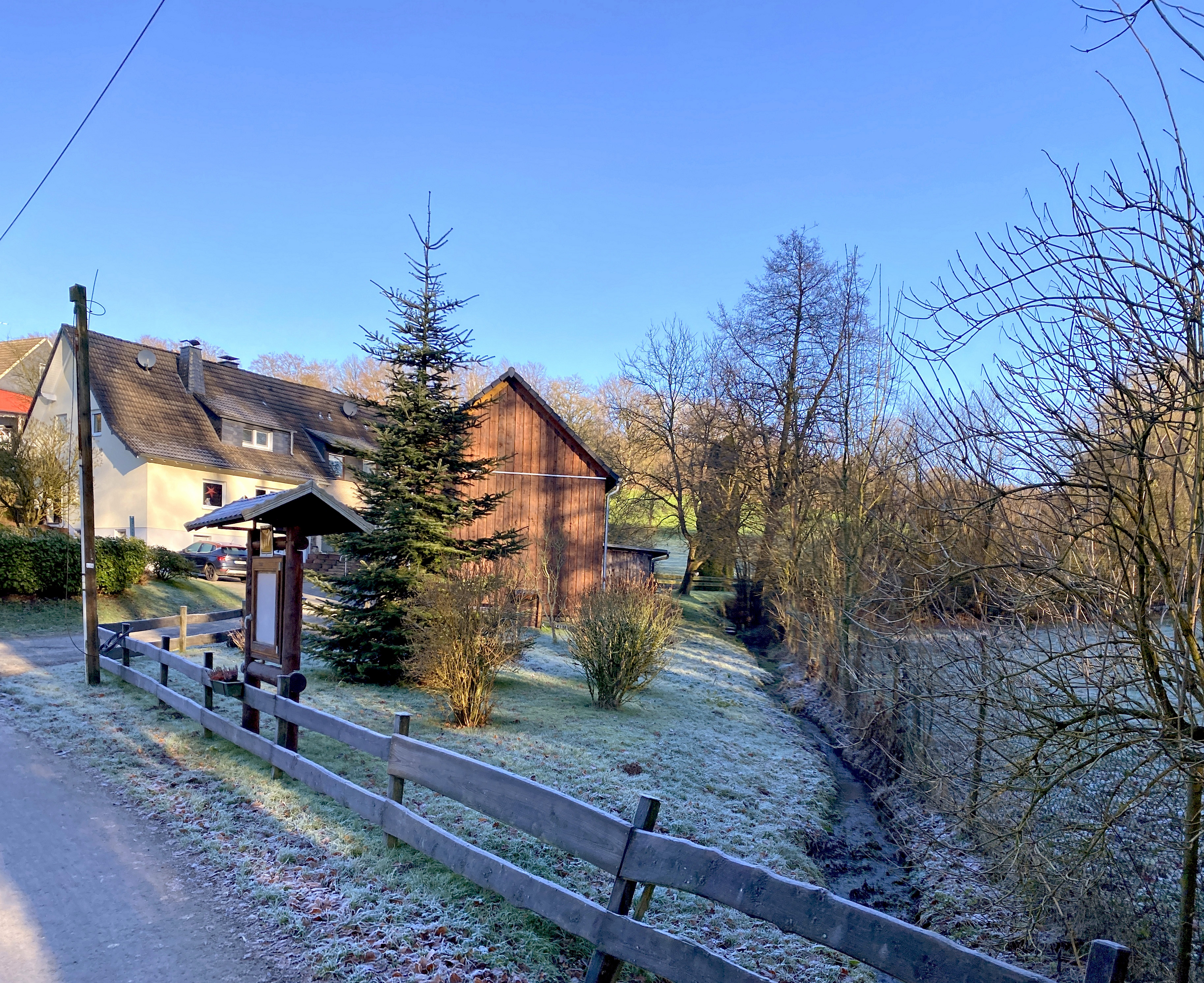
In Spich entspringt der Breidenbach (rechts)
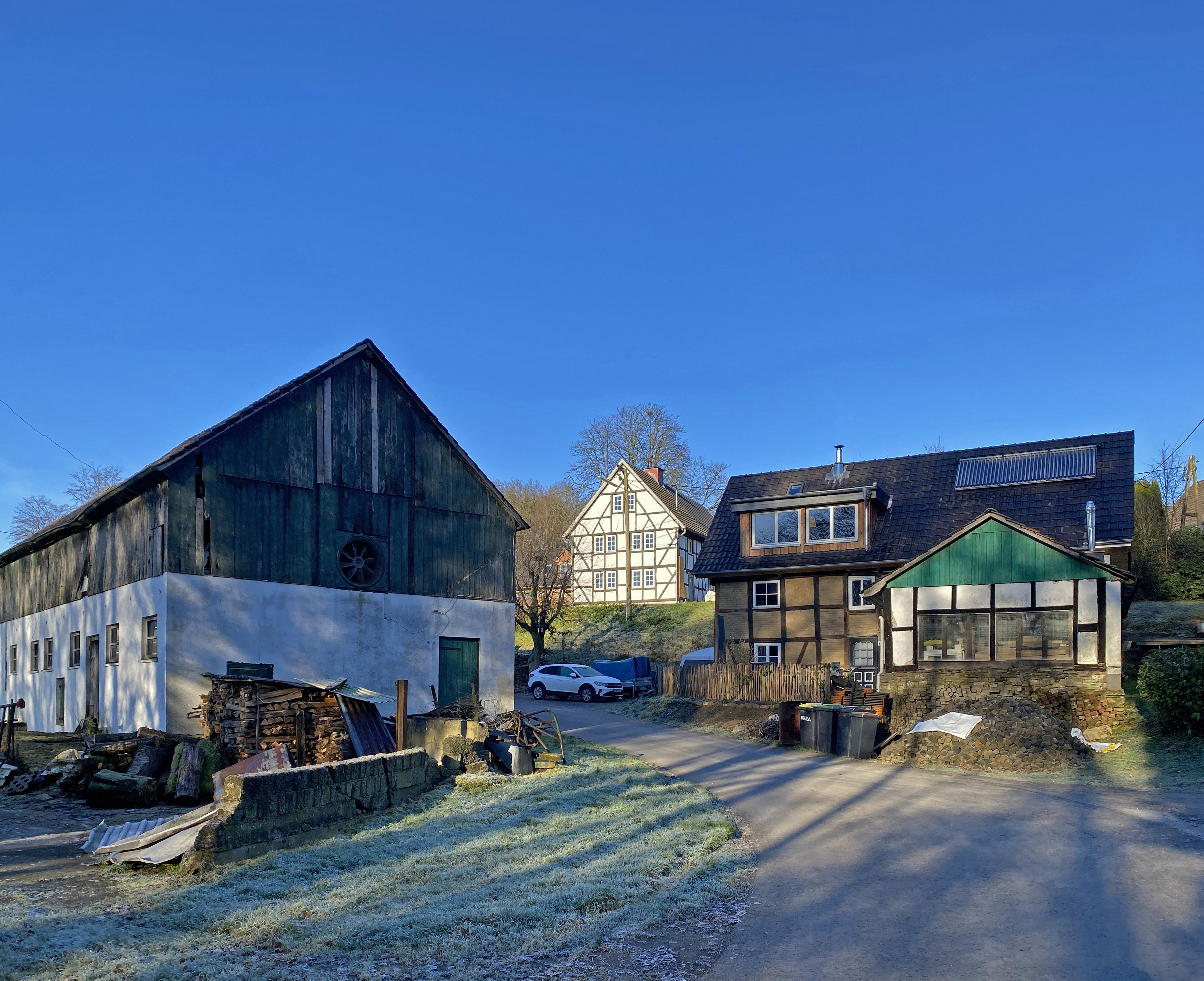
Spich am südl. Ortseingang
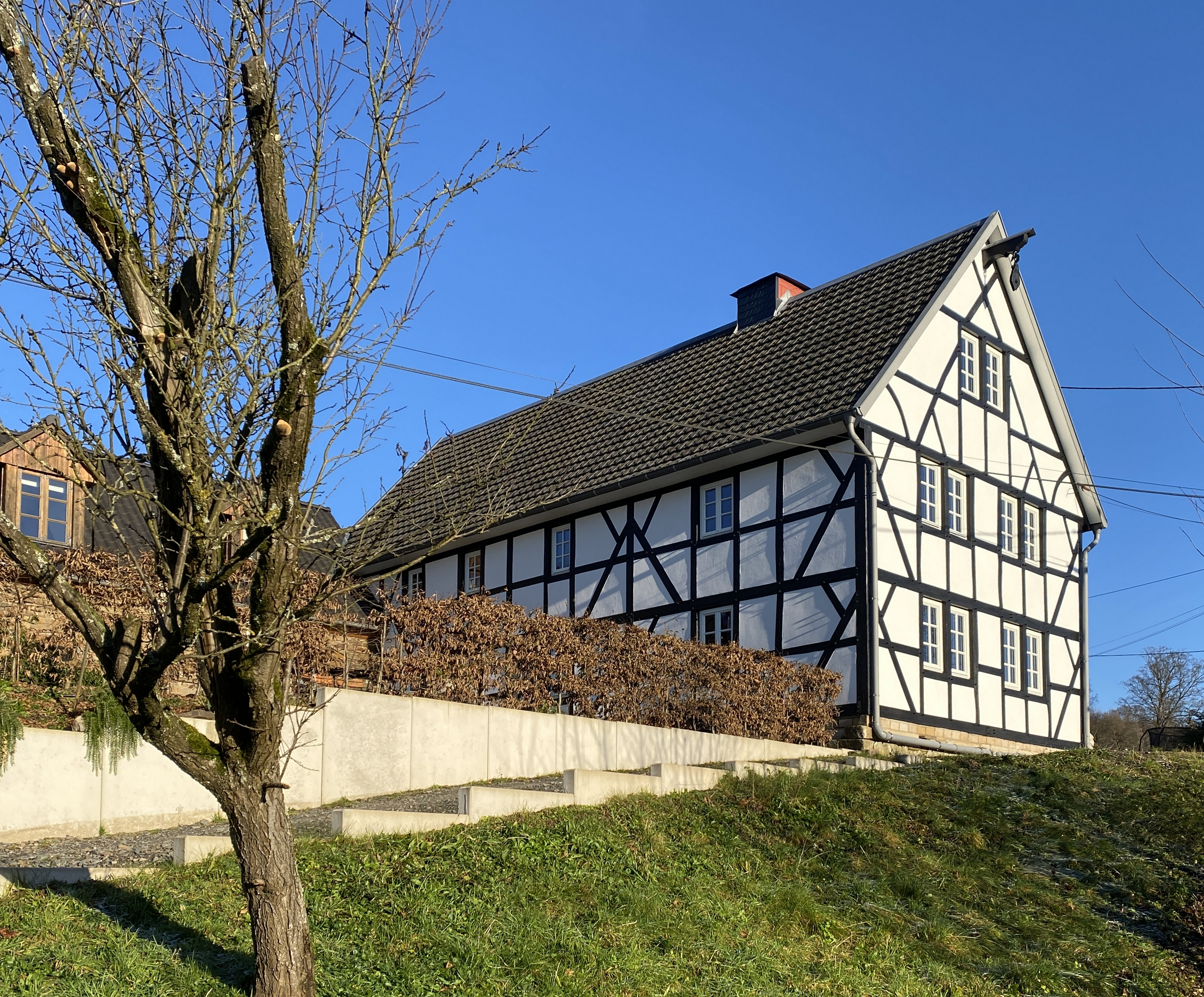
Fachwerkhaus der Hofanlage Spich 8
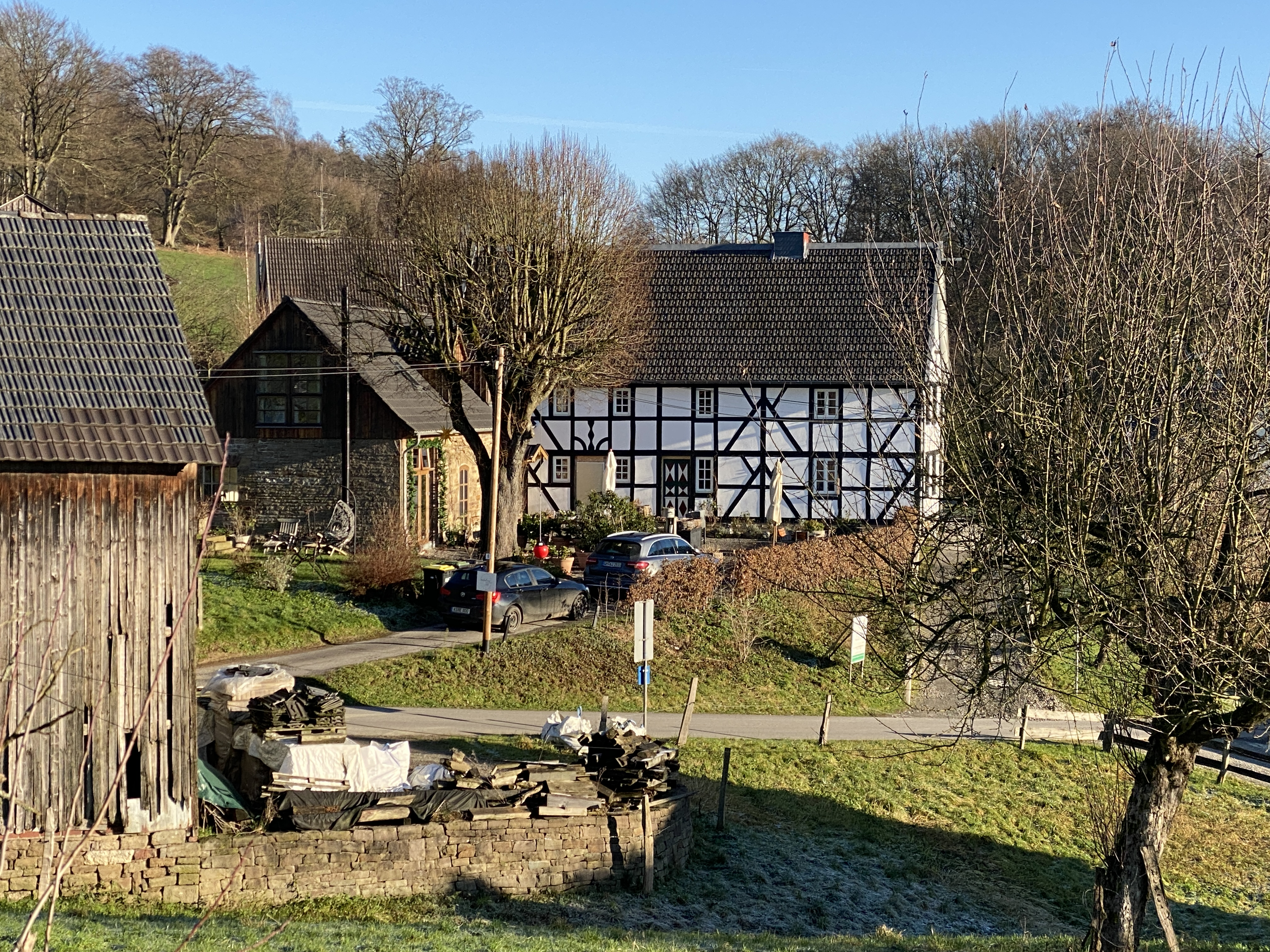
Hofanlage Spich 8
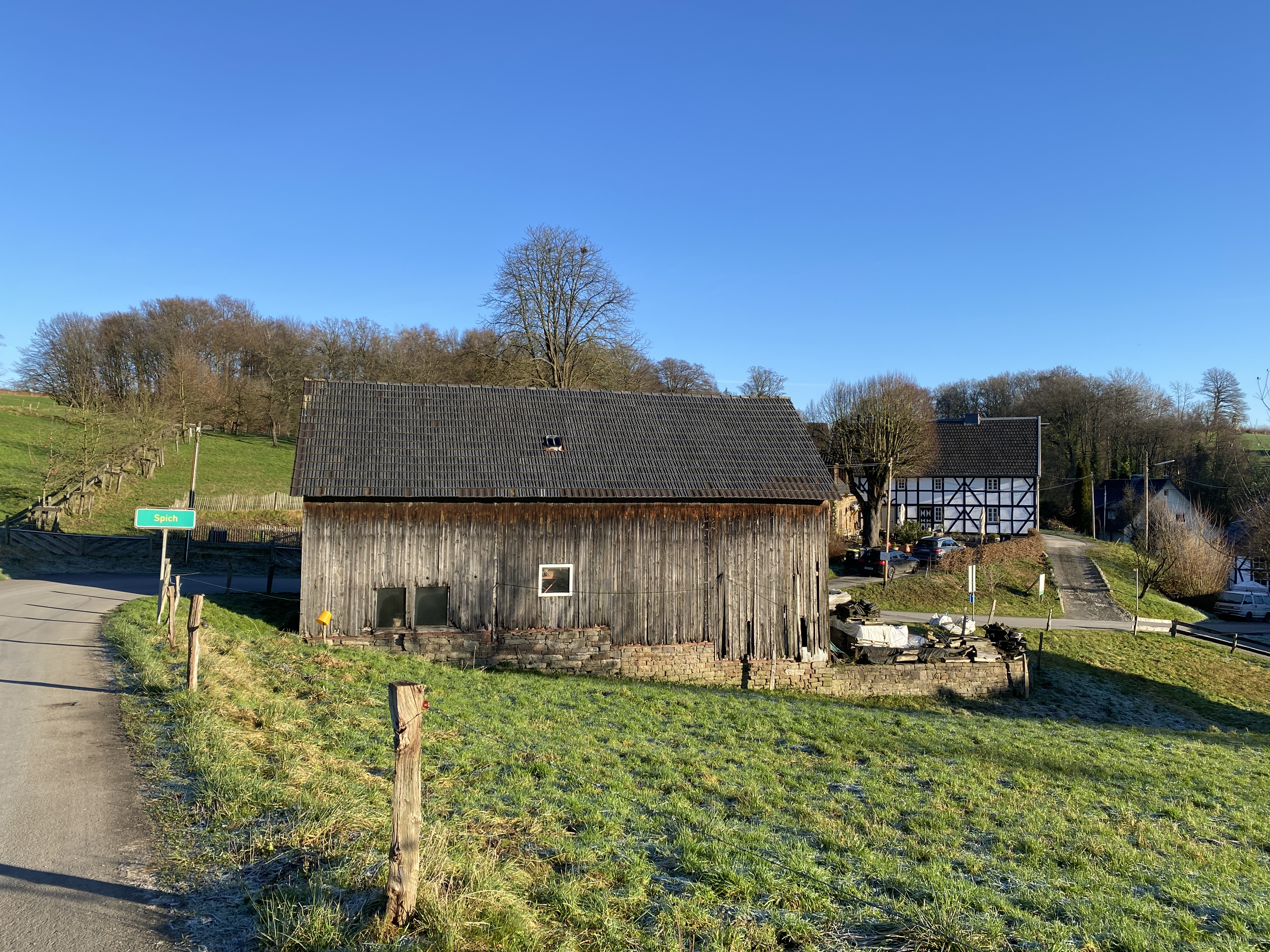
westl. Ortseinfahrt (von Frangenberg kommend)
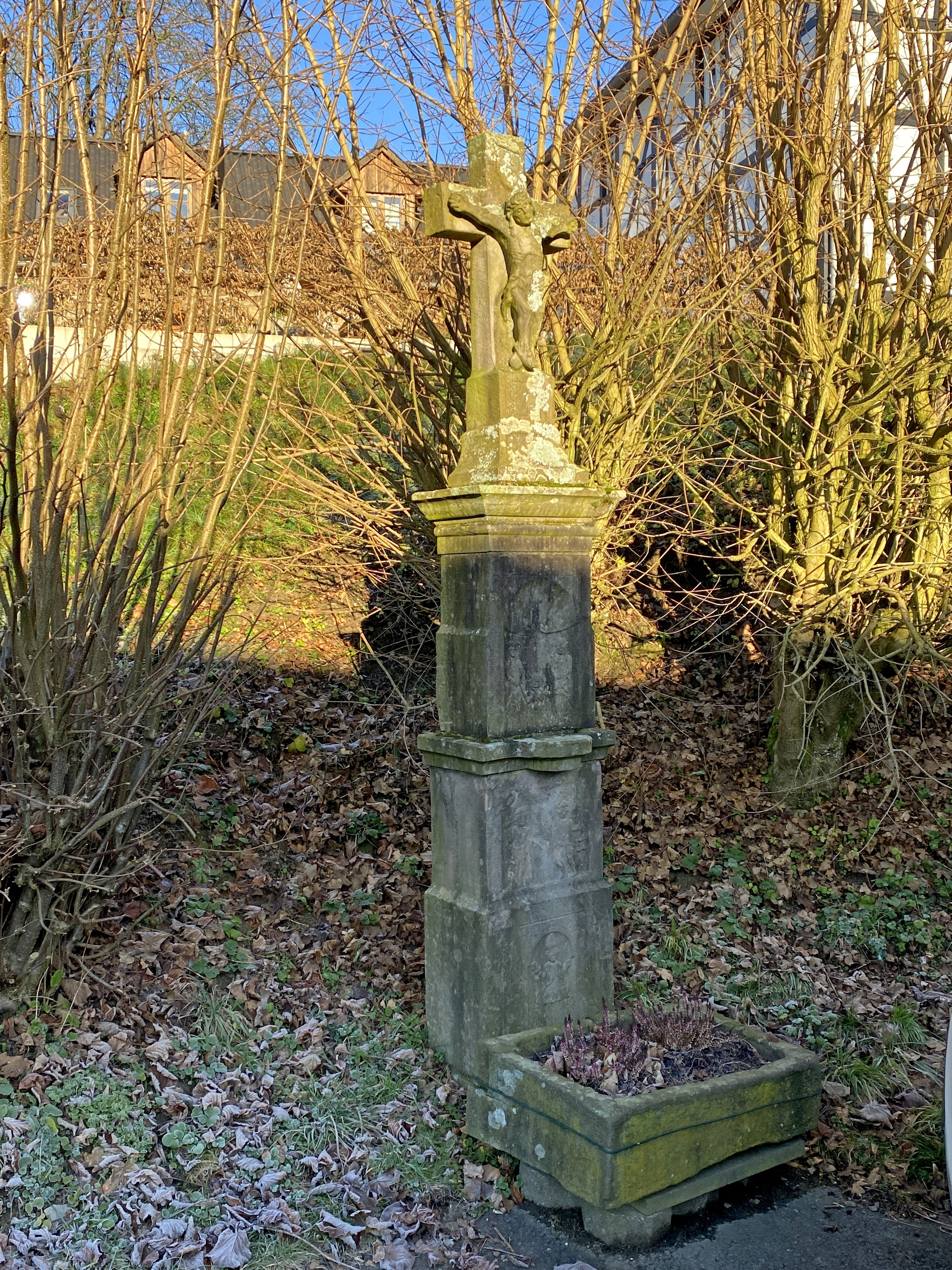
Wegekreuz Spich 8